# معادن الكبريتات

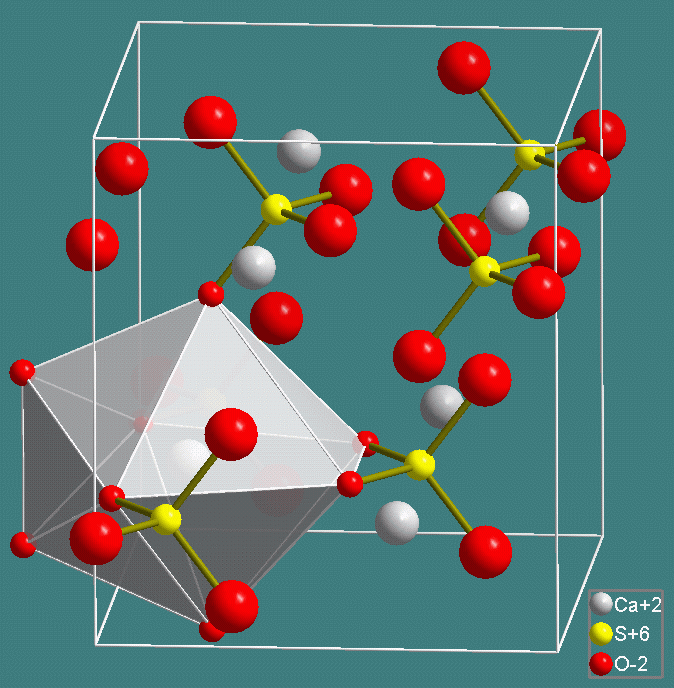

- لقد تمكن العلماء من التعرف على أكثر من 2000 معدن أغلبها يوجد بكميات قليلة في الطبيعة ،وقد وجد أن المعادن الشائعة و المعادن ذات القيمة الاقتصادية لا تتجاوز 200 معدن أما المعادن المكونة لصخور القشرة الأرضية تعد بالعشرات.[1][2]
- تنقسم المعادن المكونة لصخور القشرة الأرضية إلى عدة مجموعات معدنية أكثرها شيوعا هي مجموعة ((السيليكات)) تليها من حيث الوفرة ((مجموعة الكربونات ))ثم المعادن الاقتصادية من ((أكاسيد)) و ((كبريتيدات)) و كبريتات و معادن عنصرية منفردة و غيرها.
- والآن سنتعرف على مجموعة الكبريتات و هي عبارة عن معادن تحتوي على (SO4) مثل معدن الجبس - الأنهيدريت - الباريت.